# On Air with Ryan Seacrest
On Air with Ryan Seacrest es el nombre de un programa de radio sindicado estadounidense conducido por Ryan Seacrest. A partir de 2010, el programa de radio matutino se transmite en Los Angeles top 40 estación KIIS-FM y fue lanzado al mismo tiempo que el programa de televisión con el mismo nombre, aunque Seacrest había presentado un programa similar en la unidad de la tarde en la estación de la hermana de KYSR 1995 hasta 2003. La serie de televisión corrió durante varios meses en 2004, pero la sindicación a nivel nacional del programa de radio no comenzaría hasta el año 2008, donde la mayoría de sus afiliados ventilar en los mediodías o tardes.